# Cáceres (provincie)
Cáceres is een provincie van Spanje en maakt deel uit van de regio Extremadura. De provincie heeft een oppervlakte van 19.868 km². De provincie telde 390.544 inwoners in 2021, verdeeld over 219 gemeenten.
Hoofdstad van de provincie Cáceres is Cáceres.
De provincie Cáceres heeft een landklimaat met hoge temperaturen in de zomer en milde winters.
Het is een ongerept en heel dunbevolkt gebied met populaire landschappen, bergen en bekende natuurgebieden, zoals het Nationaal Park Monfragüe of het groene dal van La Vera, beide liggend rond het stroomgebied van de rivieren de Taag en Tiétar.
Het ommuurde oude gedeelte van de provinciehoofdstad Cáceres is een typerend voorbeeld van middeleeuwse architectuur. Andere bekende toeristische steden zijn Trujillo, Plasencia en Guadalupe. De Sierra de Gata en Las Hurdes kennen nog vele oude gewoonten.

## Bestuurlijke indeling
De provincie Cáceres bestaat uit 15 comarca's die op hun beurt uit gemeenten bestaan. De comarca's van Cáceres zijn:
- Alagón
- Tajo-Salor
- Valle del Ambroz
- Llanos de Cáceres
- Campo Arañuelo
- Valle del Jerte
- La Vera
- Las Hurdes
- Las Villuercas
- Los Ibores
- Sierra de Gata
- Trujillo
- Valencia de Alcántara
- Alcántara
- Trasierra - Tierras de Granadilla

Zie voor de gemeenten in Cáceres de lijst van gemeenten in provincie Cáceres.

## Demografische ontwikkeling
Bron: INE
Opm: Bevolkingscijfers in duizendtallen
Badajoz · Cáceres